# Morpho mattensis
Morpho mattensis är en fjärilsart som beskrevs av Le Moult och Real 1962. Morpho mattensis ingår i släktet Morpho och familjen praktfjärilar. Inga underarter finns listade i Catalogue of Life.